# Eu Tô de Olho
"Eu Tô de Olho"' é uma canção interpretada pela cantora e atriz mexicana Lucero. Foi gravada para seu primeiro álbum de estúdio em português, Brasileira (2017).

## Informações
Escrita por Edu Camargo e Arnaldo Saccomani, a canção é um samba-funk com a intenção da artista se aproximar mais com o público brasileiro. Sua letra, apresentando uma linguagem mais informal, fala sobre o interesse da protagonista em ficar com alguém na pista de dança. A canção foi gravada em Novembro de 2016, quando Lucero retornou ao Brasil para filmar mais cenas para a novela Carinha de Anjo (2016) do SBT. 

## Interpretações ao vivo
Lucero interpretou "Eu Tô de Olho" no Programa Raul Gil do SBT em 2017, e durante uma apresentação no Auditorio Nacional, em 2019.

## VersãoBrasileira en Vivo
A versão interpretada por Lucero durante sua apresentação no Brasil foi lançada como single de seu quinto álbum ao vivo Brasileira en Vivo (2019), gravado no dia 6 de Setembro de 2017 no Teatro Gamaro em São Paulo. O single foi anunciado através do Instagram oficial do empresário da artista, Ermesto Fernández, no mesmo dia de seu lançamento.

## Formato e duração
- Download digital / streaming

1. "Eu Tô de Olho (En Vivo)" – 3:21

## Histórico de lançamentos
| País   | Data                | Formato                    | Versão             | Gravadora              |
| ------ | ------------------- | -------------------------- | ------------------ | ---------------------- |
| Vários | 12 de Abril de 2019 | Download digital streaming | Brasileira en Vivo | Universal Music Latino |